# Bronto Marš

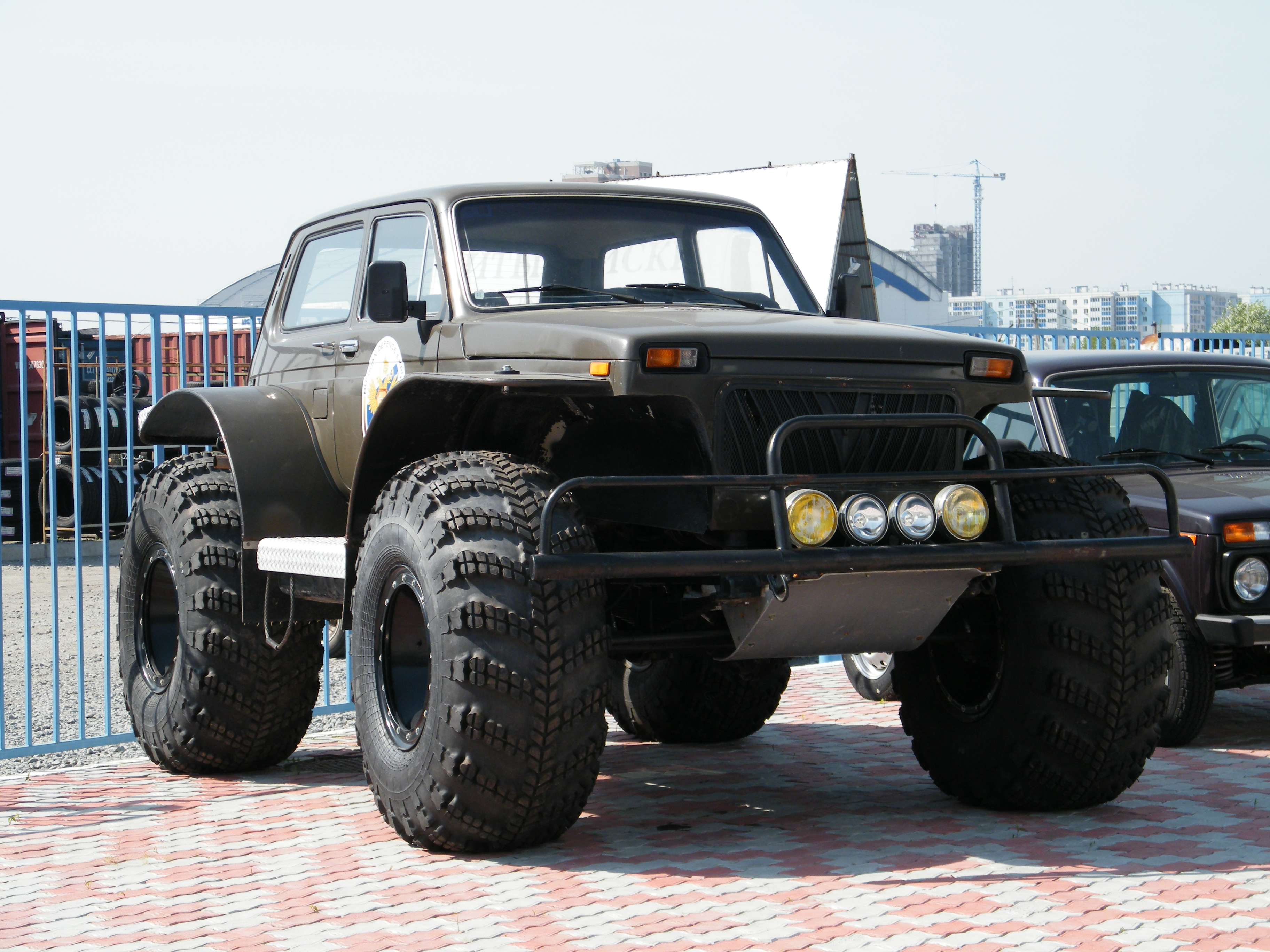
Lada 4x4 Bronto Marš-1

Bronto Marš (VAZ-1922) je jedno z mála sériově vyráběných vozidel na mohutných balónových pneumatikách. Jeho účelem je pohyb v terénu, jako jsou bažiny, písky, mokřiny, hluboký sníh. Na rám z UAZu-469 posadili karosérii Lada Niva, přidali rozšířené blatníky a ochranný rám. Auto je nápadné zvýšenou světlou výškou. Za příplatek jsou zadní sedadla a hydraulické posilovače. Speciální pneumatiky TREKOL působí na podloží tlakem 0,1 až 0,4 kg/cm². Díky nim může Marš plavat. K spíše nouzovému pohonu ve vodě slouží záběr vzorku pneumatik. Marš uveze 400 kg včetně posádky, může dosáhnout rychlosti až 70 km/h.